# Кондратьев, Пётр Васильевич
Пётр Васильевич Кондра́тьев (9 июля 1909, Витебск — 1 июня 1943) — советский лётчик-истребитель военно-морской авиации, участник советско-финской и Великой Отечественной войн, Герой Советского Союза (21.04.1940). Полковник (18.06.1942).

## Биография
Русский. Из рабочих.
В РККА с декабря 1929 года. Окончил Ленинградскую военно-теоретическую школу лётчиков (1931), Военную школу морских лётчиков и лётчиков-наблюдателей ВВС РККА имени Сталина в Ейске (1932). Оставлен в ней инструктором-лётчиком, в марте 1933 года стал командиром звена и в январе 1936 — командиром авиаотряда. В мае 1938 года переведён в ВВС Балтийского флота и назначен помощником командира эскадрильи в 13-м истребительном авиационном полку ВМФ, а в августе того же года стал помощником командира полка. Член ВКП(б) с 1939 года.
Отличился в ходе советско-финской войны, во время которой помощник командира 13-го истребительного авиаполка ВМФ капитан П. В. Кондратьев совершил 66 боевых вылетов, потопил вражеское судно с боеприпасами, сжёг на аэродроме 7 самолётов, уничтожил 2 паровоза, 7 автомашин.
Указом Президиума Верховного Совета СССР от 21 апреля 1940 года за «образцовое выполнение боевых заданий командования на фронте борьбы с белофиннами и проявленные при этом отвагу и геройство» капитану Кондратьеву Петру Васильевичу присвоено звание Героя Советского Союза с вручением ордена Ленина и медали «Золотая Звезда».
С апреля 1940 года — командир 8-го истребительного авиационного полка ВМФ ВВС Черноморского флота. В мае 1941 года переведён назад на Балтику и назначен командиром 5-го истребительного авиационного полка ВВС Балтийского флота.
Во главе полка участвовал в Великой Отечественной войне с июня 1941 года. Участвовал в Прибалтийской оборонительной операции и в обороне Ленинграда, истребительный авиаполк под его командованием за первые 5 месяцев провёл 389 воздушных боёв, уничтожил 105 вражеских самолётов, 55 танков, 70 автомашин. За «проявленную отвагу в воздушных боях с немецко-фашистскими захватчиками, за стойкость, мужество, дисциплину и организованность, за героизм личного состава» полку одному из первых в морской авиации 18 января 1942 года приказом Наркома ВМФ № 10 присвоено гвардейское звание и он стал именоваться 3-м гвардейским истребительным авиационным полком ВВС КБФ.
С июня 1942 года — командир 61-й истребительной авиационной бригады ВВС Балтийского флота. Под его командованием бригада продолжала вести напряжённые боевые действия в ходе продолжающейся битвы за Ленинград. И если в ходе Усть-Тосненской операции полковник Кондратьев увлекся боевыми вылетами и не сумел организовать надлежащее управление действиями своих лётчиков (что привело к большим потерям в бригаде), то в ходе операции «Искра» действия его бригады были оценены вышестоящим командованием очень высоко (выполнено 343 самолёто-вылета и обеспечено надёжное прикрытие с воздуха наступавших войск, сбито 35 немецких самолётов), за что его наградили орденом Красного Знамени.
Воевавший с 1941 по 1943 годы под командованием П. В. Кондратьева Герой Советского Союза В. Ф. Голубев в своих мемуарах называет Кондратьева одним из лучших балтийских лётчиков-истребителей и отличным боевым командиром. Все полки возглавляемой им бригады получили звание гвардейских, а через несколько дней после гибели Кондратьева был получен приказ о преобразовании 61-й истребительной авиабригады в 1-ю гвардейскую истребительную авиационную дивизию ВВС Балтийского флота.
За время участия в Великой Отечественной войне П. В. Кондратьев выполнил десятки боевых вылетов, сбил 3 вражеских самолёта лично и 3 в группе.
Командир 61-й авиабригады КБФ гвардии полковник Кондратьев погиб 1 июня 1943 года в авиационной катастрофе при взлета с аэродрома на острове Сескар в Финском заливе. Был похоронен на острове Котлин (аэродром Бычье поле). Перезахоронен в г. Кронштадт, ш. Кронштадтское, 31, воинская площадка Городского Русского кладбища, рядом с Героем Советского Союза М. А. Ефимовым.

## Семья
Жена Мария Трофимовна Кондратьева, дочь Нина и сын Анатолий.

## Награды
- Медаль «Золотая Звезда» Героя Советского Союза (21.04.1940)
- Орден Ленина (21.04.1940)
- 2 ордена Красного Знамени (13.10.1941[7], 25.03.1943[8])
- Орден Красной Звезды (7.02.1940)
- Медаль «За оборону Ленинграда» (вручена в 1943[9])

## Память
Именем П. В. Кондратьева названа улица в Витебске, посёлок в Выборгском районе Ленинградской области.